# Girolamo dai Libri
Girolamo dai Libri (Verona, 1474 circa – Verona, 2 luglio 1555) è stato un pittore e miniatore italiano.
Apprese l'arte dal padre Francesco dai Libri, abile miniatore, ma molto probabilmente frequentò anche la bottega di Domenico Morone, dove strinse amicizia con il figlio Francesco, con cui collaborò in età adulta a diverse commissioni. Già in giovane età si distinse nella produzione di miniature, soprattutto per il convento di Santa Maria in Organo a Verona. Secondo il racconto di Giorgio Vasari, sorprese i suoi contemporanei quando all'età di circa 25 anni realizzò per la stessa chiesa la pala d'altare Deposizione dalla croce, opera profondamente influenzata dallo stile di Andrea Mantegna. Tale influsso si ritrova anche nei suoi lavori successivi, dove si notano anche richiami ai modelli veneziani di Bellini e Montagna. A partire dagli anni 1510 le sue tele si arricchirono anche di suggestioni lombardo-romane, introdotte in città da Giovan Francesco Caroto.
Un tratto distintivo dei suoi lavori è costituito dai paesaggi che incorniciano le scene principali, resi con minuziosa cura per i dettagli. Esempi eloquenti di questa sua maestria si ritrovano nel Presepe dei conigli e in Gesù e la Samaritana al pozzo. Tale attenzione al paesaggio deriva dalla sua formazione come miniatore, attività che peraltro non abbandonò mai nel corso della sua carriera, affiancandola alla realizzazione di grandi tele.
Superato un periodo di incertezza stilistica che caratterizzò il finire degli anni 1520, tornò a ispirarsi ai modelli mantegneschi che avevano improntato le sue opere giovanili, giungendo così a eseguire alcune delle sue tele più pregiate, tra cui la Madonna dell'Ombrellino e la Madonna della Quercia, risalenti rispettivamente al 1530 e al 1533 e oggi conservate entrambe al museo di Castelvecchio di Verona.

## Biografia

### Nascita e formazione come miniaturista

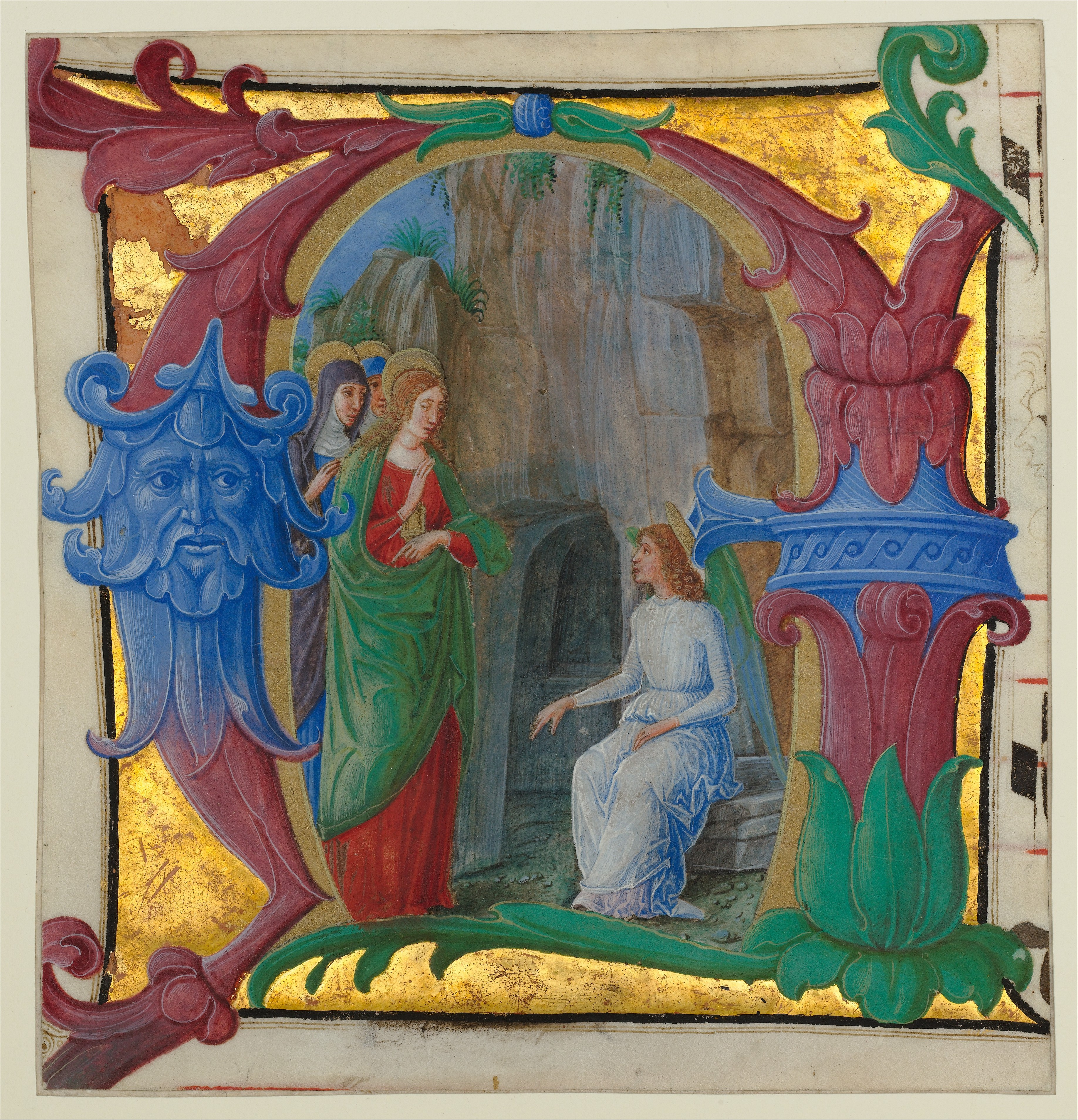
Una delle miniature realizzate da Girolamo dai Libri tra il 1490 e il 1500 e oggi conservata al Metropolitan Museum di New York

Figlio secondogenito di Francesco dai Libri, celebre miniatore veronese, e di Granata, Girolamo nacque presumibilmente a Verona nel 1474 circa. La data di nascita è stata desunta da un'anagrafe del 1492 in cui è riportato avere diciott'anni, correggendo quanto scritto da Vasari nelle sue Le Vite che la fissava al 1472. La prima notizia di una famiglia dai Libri a Verona risale a un estimo della contrada di San Vitale del 1433, in cui si menziona il nonno di Girolamo, tale Stefano dai Libris di Francesco, di professione calligrafo o miniatore (da cui derivò il cognome dai Libri), probabilmente attivo nello scriptorium dell'abbazia di San Zeno. Pertanto, la famiglia di Girolamo era dedita da almeno due generazioni all'arte della scrittura e dell'ornamento dei manoscritti.
Girolamo trascorse la giovinezza a Verona, in contrada San Paolo, dove imparò l'arte insieme al fratello Callisto, con cui collaborerà in seguito. Fu il padre, molto apprezzato e conosciuto in tutto il territorio della Repubblica di Venezia, a istruirlo. Di questo periodo restano numerose testimonianze della produzione miniatoria della bottega di famiglia, alla quale Girolamo contribuì attivamente nelle svariate commissioni per i monasteri cittadini di San Bernardino, di San Giorgio in Braida e, soprattutto, per il convento di Santa Maria in Organo. Furono proprio i padri olivetani che officiavano in quest'ultimo convento a commissionare per primi opere al solo Girolamo, come attestano i ripetuti pagamenti «al fiolo de maestro Francesco miniador» registrati a partire dal 1495. È probabile che il giovane Girolamo abbia frequentato anche la bottega del maestro Domenico Morone, dove strinse una duratura amicizia con il figlio Francesco, con cui collaborò in seguito alla realizzazione di diverse opere.
Una delle prime opere conosciute di Girolamo è una miniatura della Natività realizzata intorno al 1490. Questa miniatura, unica di provenienza veronese, fa parte di un complesso di diciassette corali realizzati dalla bottega di Jacopo Filippo d'Argenta di Ferrara per l'antifonario n. 2 del convento di San Francesco d'Assisi di Brescia (oggi conservato presso la Pinacoteca Tosio Martinengo). Questo ha fatto supporre agli storici che in giovane età Girolamo abbia soggiornato per un periodo a Ferrara; questa ipotesi è avvalorata dalle influenze ferraresi riscontrabili in alcune sue miniature, oggi conservate al museo di Castelvecchio di Verona e al Metropolitan Museum di New York.

### I felici esordi con le grandi pale d'altare

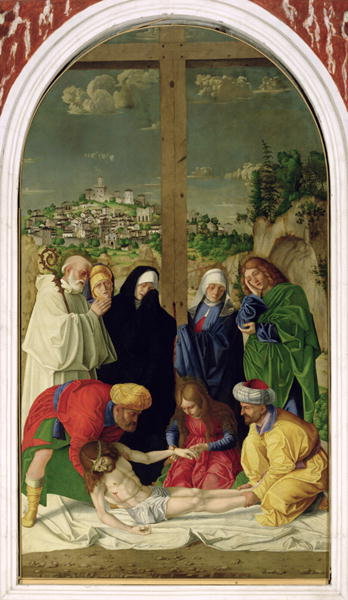
Deposizione dalla croce, 1500 circa, chiesa di Santo Stefano Protomartire, Malcesine

Dopo la sua formazione come miniatore nella bottega paterna, Girolamo iniziò a dedicarsi anche alla pittura di dipinti di grandi dimensioni, tuttavia senza mai tradire le sue origini rimanendo, di fatto, «miniatore per tecnica e per spirito». La sua opera di esordio sembra essere la pala d'altare raffigurante la Deposizione dalla croce, dipinta per la cappella dei Da Lisca nella chiesa di Santa Maria in Organo a Verona (poi spostata all'inizio del XVIII secolo nella chiesa di Santo Stefano Protomartire di Malcesine). Giorgio Vasari, nelle sue Le Vite, la descrive come un'opera risalente all'adolescenza (« [...] d'anni sedici fece in S. Maria in Organo...»), tuttavia la datazione più plausibile colloca la realizzazione intorno al 1500, quando l'artista aveva circa 25 anni. Vasari non manca di elogiare la tela, raccontando che quando «fu scoperta e messa al suo luogo con tanta maraviglia d'ognuno, che tutta la città corse ad abbracciare e rallegrarsi con Francesco suo padre».
Nella Deposizione traspaiono chiaramente sia la formazione di Girolamo come miniaturista sia il profondo influsso che dovette avere sul giovane artista veronese la Pala Trivulzio di Andrea Mantegna, all'epoca collocata sull'altare maggiore di Santa Maria in Organo. Dello stile del celebre pittore mantovano Girolamo dai Libri rimarrà sempre debitore per tutta la sua carriera.

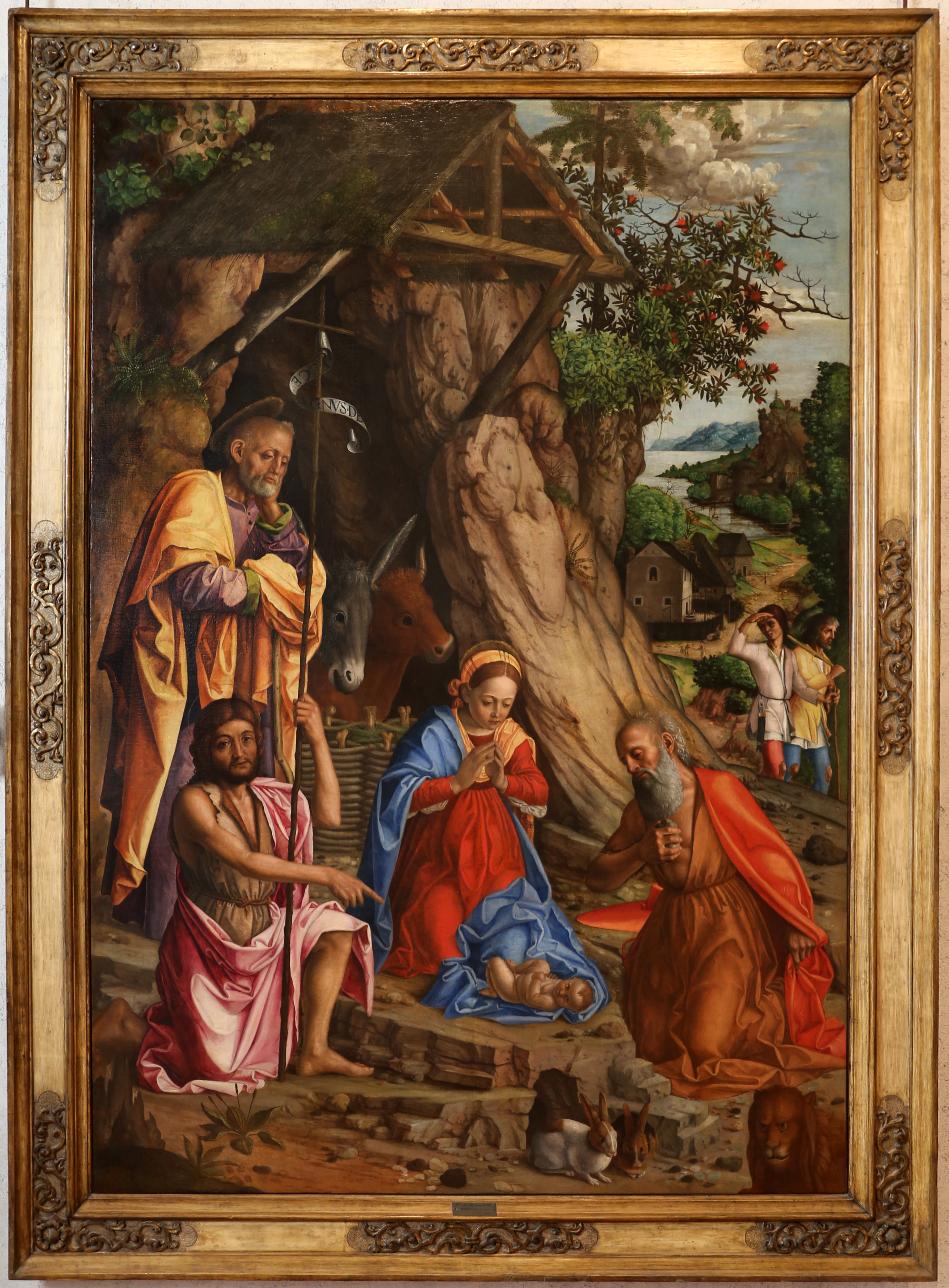
Presepe dei conigli, 1500-1501, museo di Castelvecchio, Verona

Subito dopo la Deposizione, dai Libri continuò a lavorare presso gli olivetani di Santa Maria in Organo. Questa volta, su commissione della famiglia Maffei per la loro cappella, dipinse il cosiddetto Presepe dei conigli, oggi conservato al museo di Castelvecchio. Stilisticamente affine alla pala dei Da Lisca, l'opera ha come soggetto una Natività arricchita, secondo le parole di Vasari, da «pastori e paesi et alberi bellissimi. Ma sopra tutto sono vivi e naturali due conigli, lavorati con tanta diligenza che si vede, non che altro, in loro la divisione de' peli». Il disegno del coniglio in primo piano servì da modello a frà Giovanni da Verona, che lo intagliò nel 1501 sul leggio ancora oggi presente nel presbiterio della chiesa. Nonostante la somiglianza, sono state comunque notate alcune differenze tra l'animale rappresentato nella tela e quello intagliato sul leggio: le zampe del primo sono leggermente divaricate mentre quelle del secondo sono unite, inoltre in quello intagliato è presente una pezzatura marrone sulla nuca, che è invece assente in quello di Girolamo, che appare completamente bianco. Della tela è stato osservato come il «rigido impianto, la descrizione minuziosa delle concrezioni rocciose e della flora denunciano uno stile in formazione». Nello stesso periodo (1500-1505) è possibile collocare anche il dipinto Arianna abbandonata sull'isola di Nasso, oggi di proprietà del Rijksmuseum di Amsterdam.

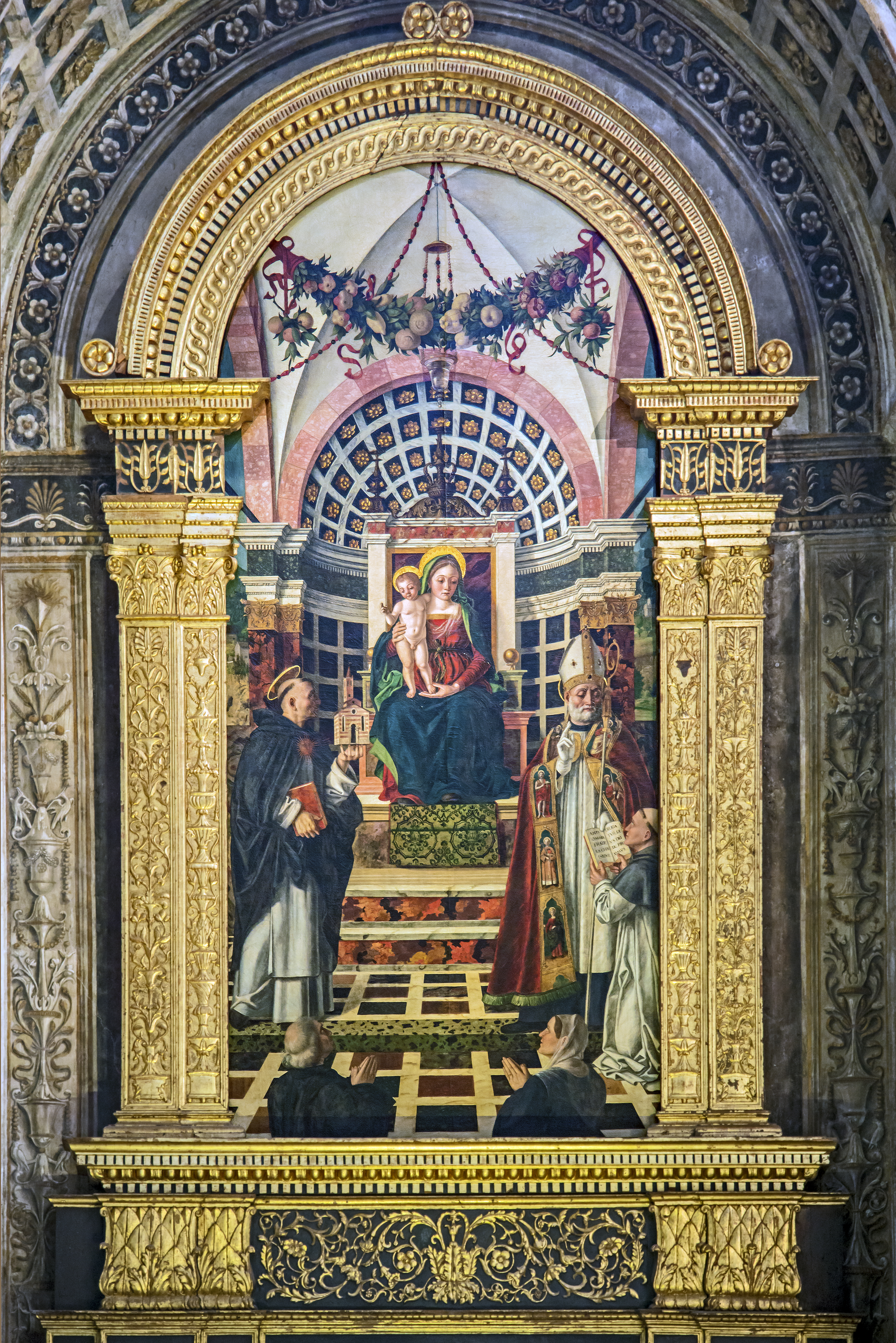
Madonna in trono con Bambino, i Santi Tommaso d'Aquino e Agostino e donatori, c. 1505, basilica di Santa Anastasia, Verona

Qualche anno più tardi, probabilmente poco dopo il 1505, dai Libri realizzò una Madonna in trono con Bambino, i Santi Tommaso d'Aquino e Agostino e donatori per l'altare Centrego (dal nome della famiglia committente) della basilica di Santa Anastasia, sempre a Verona. L'opera si inserisce armoniosamente nell'architettura della cornice intagliata e dell'altare. La critica si è divisa sulle fonti di ispirazione della pala: alcuni studiosi ipotizzano che Girolamo si sia ispirato a modelli veneziani (in particolare alle opere di Giovanni Bellini, ma anche di Bartolomeo Montagna), altri invece sottolineano gli influssi della Pala di San Zeno di Andrea Mantegna, soprattutto nell'atteggiamento della Madonna, e del probabile maestro del giovane dai Libri, Domenico Morone (tanto che nel Sette-Ottocento l'opera era attribuita a suo figlio Francesco Morone). Si noti che la cappella in cui si svolge la "sacra conversazione" presenta i lati aperti su due esigui brani di paesaggio, una caratteristica piuttosto ricorrente nella scuola veronese di pittura e, in particolare, nella produzione di dai Libri. Altri elementi distintivi di questa tela, che diverranno frequenti nell'opera del pittore, sono l'albero solitario posto sopra le figure principali e la disposizione delle mani dei protagonisti.

### Anni 1510: la peste e le nuove influenze

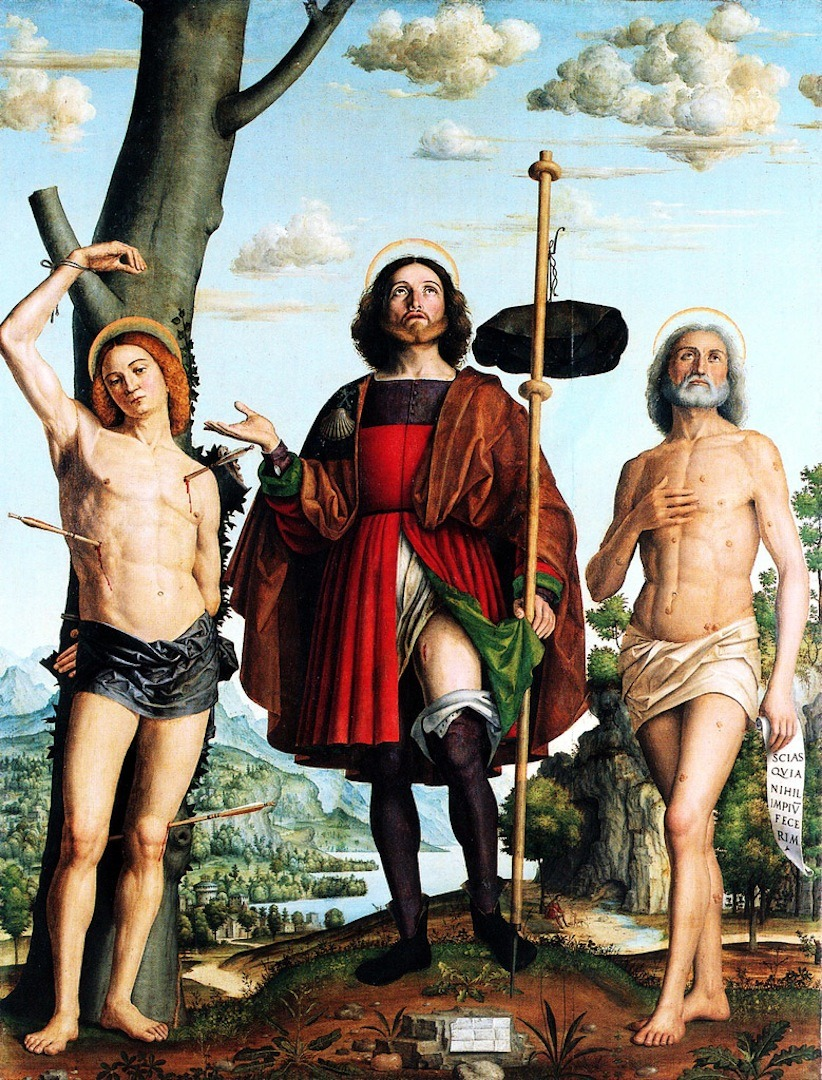
I santi Rocco, Sebastiano e Giobbe, c. 1510-1512, chiesa di San Tomaso Cantuariense, Verona

Verso la fine del primo decennio del Cinquecento, Girolamo si sposò con una donna di cui non si conosce il nome. Ella morì poco dopo il matrimonio, lasciando al pittore due figli: Chiara (nata nel 1507) e Francesco (nato nel 1509). Secondo Vasari, Francesco divenne a sua volta un pittore di rilievo, ma nessuna sua opera è giunta fino a noi. Recenti studi hanno ipotizzano che la moglie del pittore sia morta a causa della peste che colpì Verona tra il 1510 e il 1512, successivamente alla guerra della Lega di Cambrai e alla disfatta veneziana nella battaglia di Agnadello.
Negli stesso anni si assistette ad un cambiamento nello stile di Girolamo dai Libri, che si orientò «verso una pittura caratterizzata da un fare più morbido e levigato, dovuto a una più viva attenzione per l'ambiente belliniano, cimesco e antonelliano», e che fu influenzato dallo stile lombardo e romano portato a Verona da Giovan Francesco Caroto, che nei suoi viaggi aveva avuto modo di conoscere le diverse correnti pittoriche diffuse nella penisola. Il primo esempio di questo nuovo stile di dai Libri è la tela dei Santi Rocco, Sebastiano e Giobbe per la chiesa di San Tomaso Cantuariense. Lo storico dell'arte Mauro Lucco ha ipotizzato una datazione di poco posteriore al 1510, mettendo in relazione la presenza di San Rocco, protettore dalle pestilenze, con l'epidemia che aveva colpito Verona in quegli anni. Una datazione ancora più tarda è invece da escludere, in quanto la tela presenta ancora i chiari influssi del Mantegna, caratteristici della produzione giovanile di Girolamo.

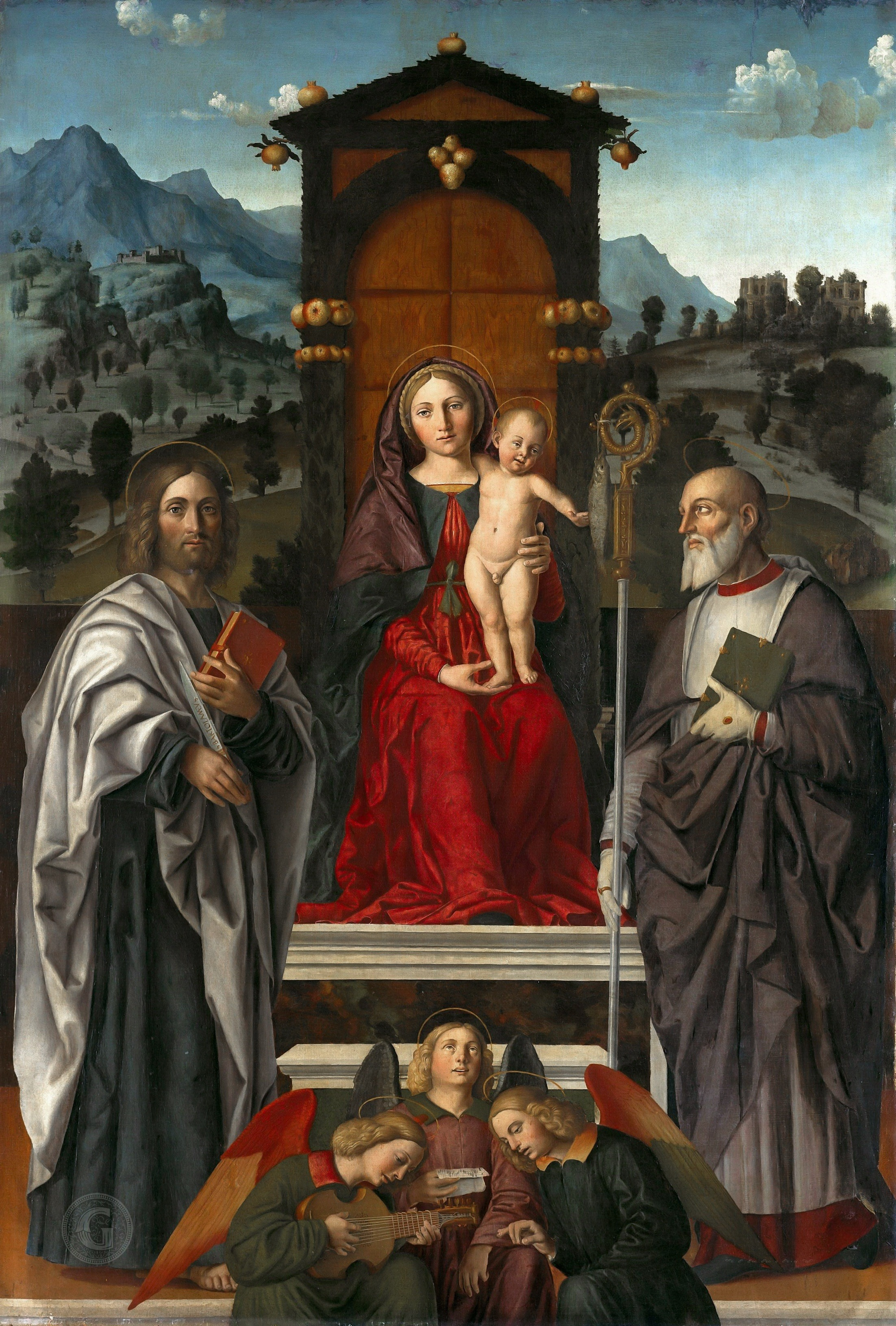
Vergine tra i santi Bartolomeo e Zeno, anni 1510 circa, Gemäldegalerie, Berlino

Sempre nello stesso stile e sempre collegabile alla peste per la presenza del santo taumaturgo, è la pala Madonna con il Bambino e i santi Rocco e Sebastiano, commissionata per l'altare di famiglia dei Maffei (e per questo conosciuta anche come Madonna Maffei) della chiesa di San Giacomo alla Pigna e dal 1812 collocata nelle collezioni civiche (oggi presso il museo di Castelvecchio). Alcuni critici hanno visto in quest'opera anche l'influenza di Bartolomeo Montagna. Senza la figura di san Rocco, ma certamente collocabile nella medesima fase della produzione di Girolamo dai Libri, è anche la pala Vergine tra i santi Bartolomeo e Zeno dipinta su probabile commissione di Bartolomeo Bonalini per la cappella di famiglia in Santa Maria in Organo e ora in mostra alla Gemäldegalerie di Berlino. Sempre dello stesso periodo è anche una Madonna col Bambino, ora al museo di Castelvecchio, la cui rappresentazione della Vergine sarà poi usata come modello per alcune opere successive.

### L'apice della produzione
Gli anni successivi segnarono la fase più matura e proficua della produzione artistica di Girolamo dai Libri. A seguito degli sconvolgimenti della guerra appena conclusa, i padri di Santa Maria in Organo decisero di rinnovare la loro chiesa e commissionarono ai due migliori pittori cittadini, Francesco Morone e Girolamo Dai Libri, la decorazione delle portelle del nuovo organo. Secondo il contratto sottoscritto il 12 novembre 1515, le portelle dovevano risultare «belle et laudate appresso quelli che intendano l'arte». Vasari attribuisce a Francesco la realizzazione del San Benedetto e San Giovanni evangelista, mentre a Girolamo assegna le raffigurazioni dei fiori e lo sfondo; lo storico dell'arte Carlo Del Bravo ha proposto sostanzialmente il contrario. La critica contemporanea tende invece a non distinguere nettamente i contributi dei due artisti, sostenendo che entrambi, grandi amici, collaborarono alle portelle in perfetta sintonia e armonia, senza mai litigare e dividendosi il lavoro equamente, influenzandosi a vicenda. L'opera fu completata nel 1516 e collocata in una cappella fatta costruire appositamente dagli olivetani per ospitare l'organo. In seguito, probabilmente in occasione del rinnovamento barocco dell'organo, le portelle passarono alla famiglia Dal Pozzo fino a quando, agli inizi del XIX secolo, il conte Bartolomeo le donò alla parrocchiale di Marcellise (oggi nel comune di San Martino Buon Albergo), dove ancora si trovano.

Madonna col Bambino e santi, c. 1520, Metropolitan Museum, New York

Il successo conseguito con le portelle dell'organo spianò la strada a numerose commissioni per Girolamo, tra cui la pala d'altare raffigurante la Madonna col Bambino e santi, dipinta per la chiesetta di san Leonardo in Monte (sulla quale nel XIX secolo fu edificato il forte San Leonardo) e oggi collocata al Metropolitan Museum di New York. Questa Madonna, considerata dai critici come «frutto di una sapienza cromatica consumata e di un profondo studio sugli effetti dei contrasti e delle concordanze», segna l'inizio della fase più matura del pittore e miniatore veronese. Nella tela particolarmente dettagliato risulta il paesaggio di sfondo, come d'altronde lo stesso Vasari ebbe modo di osservare. Sempre a questo periodo risale la tela Gesù e la Samaritana al pozzo, conservata nella Chiesa di Santa Maria Maggiore a Monteforte d'Alpone; in quest'opera, l'influenza dell'amico Francesco Morone nella rappresentazione del Cristo è particolarmente evidente.
Presumibilmente tra il 1518 e il 1522, dai Libri dipinse per la chiesa di San Paolo in Campo Marzio a Verona la pala d'altare Madonna col Bambino e i santi Anna, Giuseppe e Gioacchino e la tela Vergine col Bambino e sant'Anna, originariamente porzione centrale di un trittico destinato alla chiesa di Santa Maria della Scala. Quest'ultima opera, per la quale Paolo Morando e Francesco Torbido realizzarono le figure laterali, è oggi conservata alla National Gallery di Londra.
Parallelamente alla pittura di grandi tele, dai Libri continuò a dedicarsi alla miniatura, come attestano i pagamenti registrati tra il 1519 e il 1520 per l'illustrazione dei corali dell'abbazia di Santa Maria in Organo. In tali documenti l'artista viene menzionato sia come pictor che come miniator.
Intorno agli anni 1520 Girolamo tornò a sposarsi con una donna molto più giovane di lui, Cecilia, dalla quale ebbe tre figli: Zuan Paolo, Agnese e Granata.

### La maturità, la crisi e gli ultimi anni

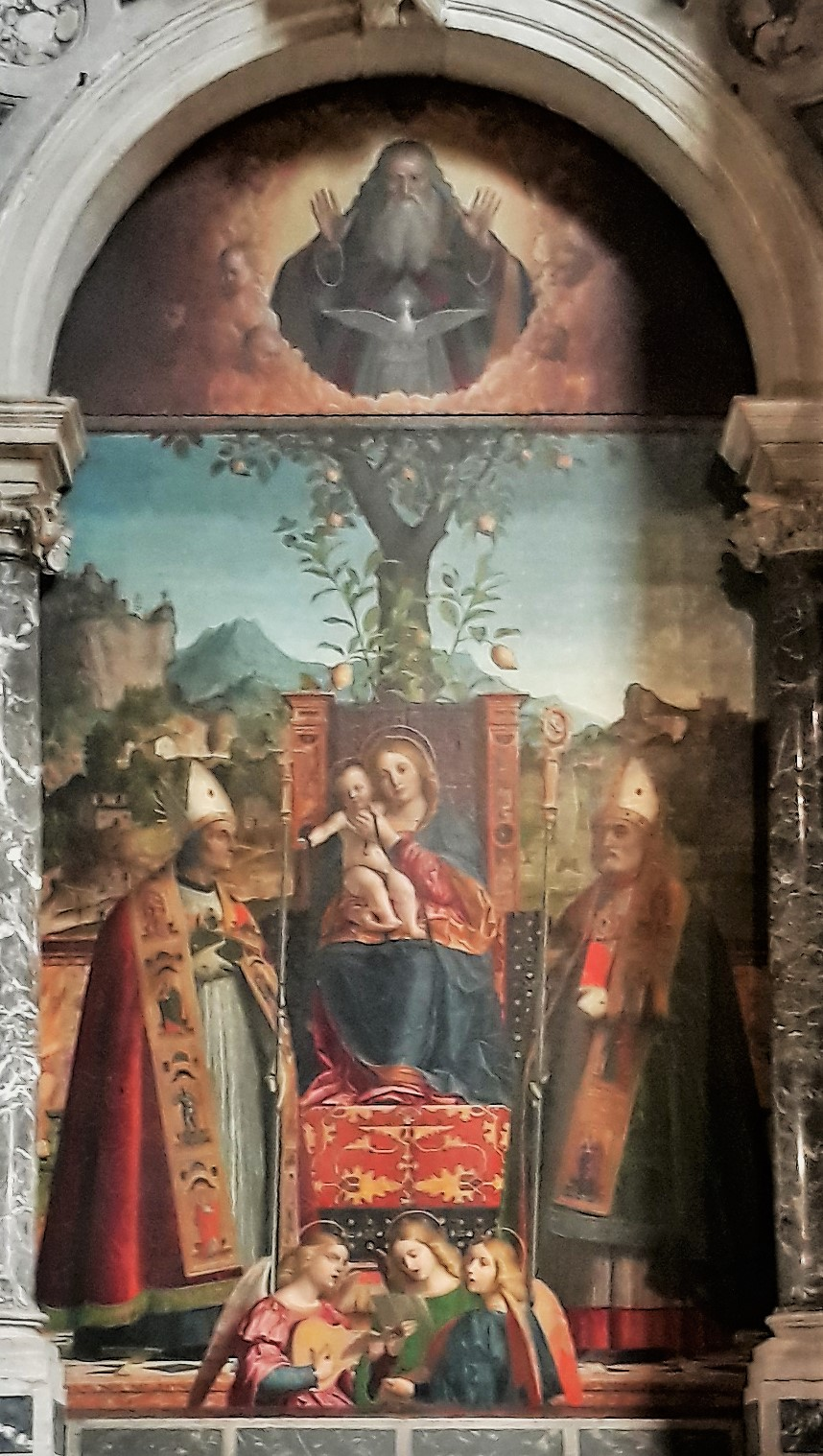
Madonna della cintura, 1526, chiesa di San Giorgio in Braida, Verona

L'intensa attività artistica degli anni 1520 segna l'ingresso di dai Libri nella sua fase matura. Nel 1526 realizzò la pala d'altare denominata Madonna della cintura per la quarta cappella di sinistra della chiesa di San Giorgio in Braida, nella città natale. La datazione dell'opera è certa grazie all'iscrizione presente sulla tela: «A.D. MDXXVI MEN. MAR. XXVIIII / HIERONIMUS A LIBRIS PINXIT». In essa l'autore raffigura la Vergine affiancata dai santi titolari della cappella, san Zeno e san Lorenzo, cui si aggiungono alcuni angeli posti sotto il trono.
Tra il 1526 e il 1528 dai Libri si dedicò alla realizzazione della predella per la pala (opera di Francesco Bonsignori) dell'altare maggiore della cappella di San Biagio, situata presso la chiesa dei Santi Nazaro e Celso a Verona. In essa Girolamo rappresentò, senza soluzione di continuità, un miracolo di San Biagio, un martirio di San Sebastiano e una decapitazione di San Giuliana. Alcuni storici dell'arte hanno criticato quest'opera osservando in essa «un certo scadimento nella qualità della tavoletta per il gestire artificioso e manierato e lo squilibrio delle proporzioni» lodando, tuttavia, la raffigurazione del paesaggio di sfondo «nella sua funzione di riunire e separare le tre storie indipendenti» in «modi palesemente debitori del Perugino». Girolamo, insieme al fratello Callisto, fu anche l'artefice della doratura e brunitura della pregevole cornice che racchiude la pala del Bonsignori.
Alcuni storici dell'arte collocano la tela Battesimo degli ibis, anch'essa opera modesta, negli anni immediatamente successivi alla predella di san Biagio, coerentemente con il periodo di crisi produttiva di dai Libri. Tuttavia, altri critici la considerano molto più tarda, datandola addirittura agli anni 1540, facendola così diventare l'ultima pala conosciuta dell'artista e una netta involuzione qualitativa rispetto ai lavori degli anni 1530. In ogni caso, la composizione di questo battesimo di Cristo appare essere debitrice dell'opera omologa di Perugino, oggi conservata al Kunsthistorisches Museum, tanto da «giungere quasi alla copia».

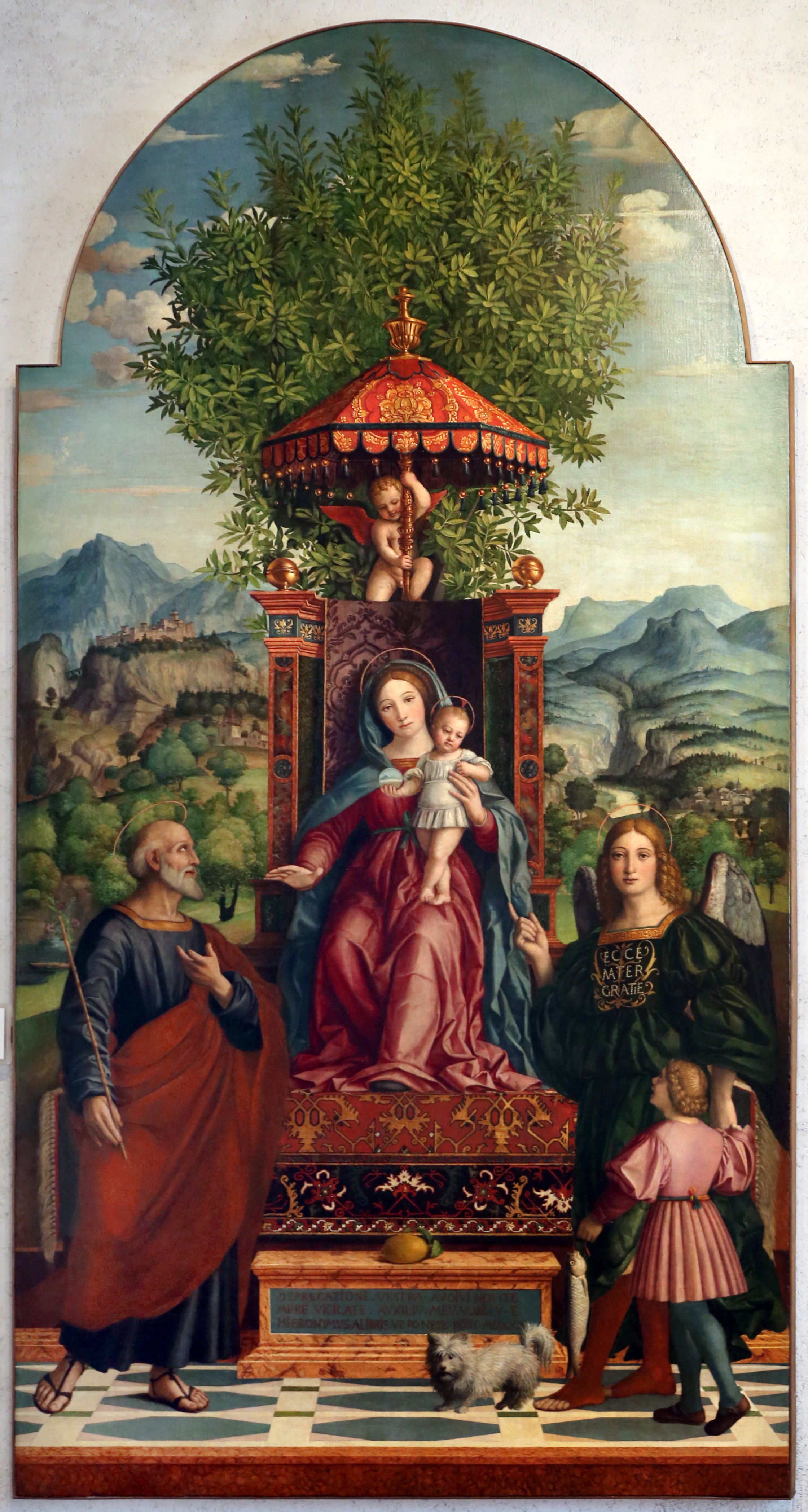
Madonna dell'Ombrellino, 1530, museo di Castelvecchio, Verona

Dopo questi passi falsi, dai Libri tornò alle sue più congeniali composizioni, caratterizzate da ampie rappresentazioni naturalistiche di paesaggi di sfondo, assorbendo le più innovative correnti artistiche che circolavano in città, grazie all'influenza di giovani pittori quali Caroto, Torbido e Giolfino.
Infatti, un ritorno alle origini e una ritrovata qualità si manifestano già nella pala Madonna dell'Ombrellino, firmata e datata 1530. Quest'opera, realizzata per l'altare maggiore della chiesa di Santa Maria della Vittoria Nuova a Verona (oggi scomparsa a causa di un bombardamento avvenuto durante la seconda guerra mondiale), fu trasferita nelle collezioni civiche cittadine nel 1812, quando l'edificio venne sconsacrato e i suoi beni demanializzati. In essa è evidente il «riflesso mantegnesco, nell'atteggiamento di Maria, derivato dalla Madonna della Vittoria del Mantegna». La pala, di fattura superiore rispetto all'opera per la cappella di San Biagio, era completata da una predella, oggi collocata al museo di Grenoble in Francia, raffigurante una Visitazione della Vergine. Per la stessa chiesa, dai Libri aveva realizzato anche un Sant'Onofrio, oggi disperso.

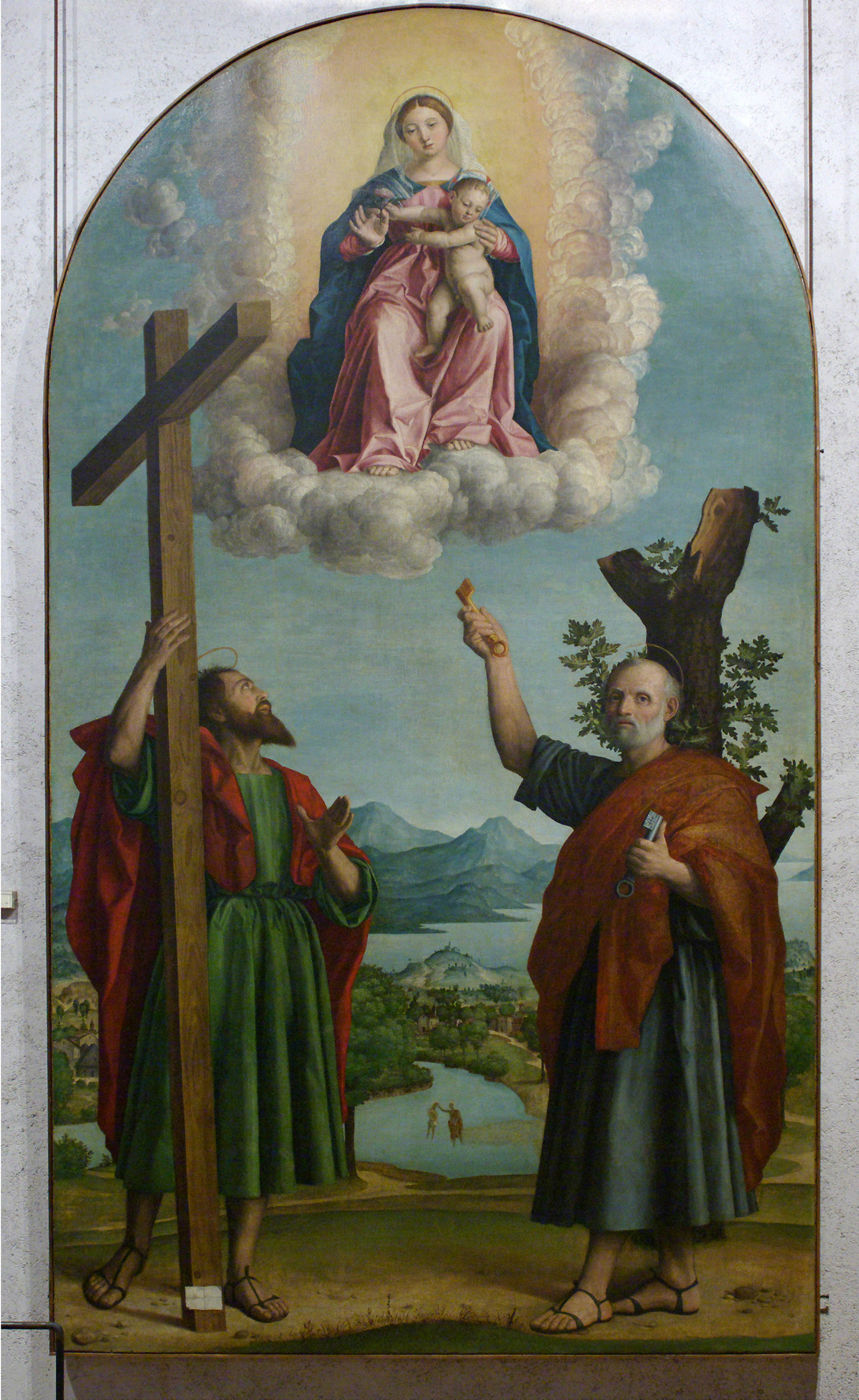
Madonna della Quercia, 1533 o più tardi, museo di Castelvecchio, Verona

Qualche anno dopo, dai Libri firma la Madonna col Bambino e i santi Pietro e Andrea (detta "Madonna della Quercia"), considerata da molti il suo capolavoro. Lo storico dell'arte Gino Castiglioni ne elogia «il grandioso impianto spaziale, il sicuro equilibrio dei volumi, la stupenda resa cromatica», notando l'influenza nell'impostazione della tela di Giovanni Gerolamo Savoldo dipinta per la chiesa di Santa Maria in Organo nel 1533. Nella rappresentazione della Vergine si ravvisa ancora una volta l'insegnamento del Mantegna, tipico dell'attività giovanile di Girolamo, mentre nella figura dell'Arcangelo Gabriele emerge evidente lo stile del Perugino, a dimostrazione della ricerca di nuove ispirazioni da parte dell'artista durante la sua fase più matura. Se si accoglie la datazione del Battesimo degli Ibis alla seconda metà degli anni 1520, respingendo l'ipotesi di una collocazione agli anni 1540, la Madonna della Quercia rappresenta l'ultima tela nota realizzata da dai Libri.
Tuttavia, Girolamo dai Libri continuò a dedicarsi all'arte anche in tarda età. Lo ritroviamo infatti, ancora abile miniatore, in tre corali custoditi presso l'abbazia di San Benedetto in Polirone a San Benedetto Po; due di essi, datati 1554 e 1555, recano anche la firma Theodorus de Castrogofredo (Teodoro da Castel Goffredo), valente amanuense (scriptor) del tempo.
Secondo quanto racconta Vasari, il maestro si spense il 2 luglio 1555 nella la sua città natale, Verona, dove aveva trascorso l'intera esistenza ottenendo grandi riconoscimenti.

## Miniature

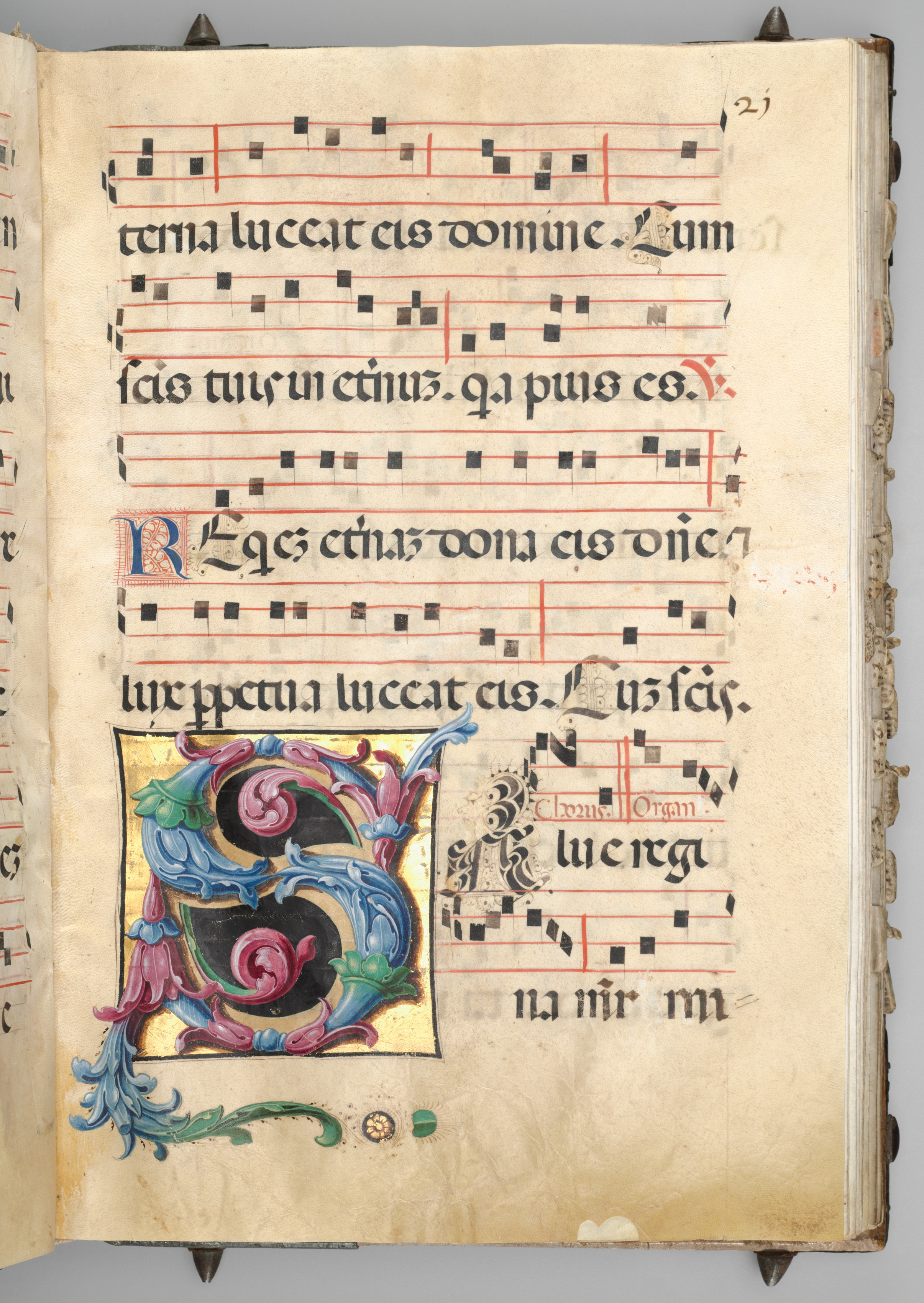
Un graduale miniato da Girolamo dai Libri conservato al Cleveland Museum of Art

Parallelamente alla realizzazione di grandi pale d'altare, Girolamo dai Libri si dedicò per tutta la vita all'attività di miniaturista, con la quale aveva esordito in gioventù. Sebbene al 2023 manchino ancora studi completi e sistematici su questo settore della sua produzione, gli storici dell'arte moderni condividono l'elogio del Vasari, il quale lo considerava uno dei più grandi miniaturisti del suo tempo. Oltre alla già citata Natività conservata a Brescia, alcune tra le miniature più importanti attribuite a Girolamo sono oggi custodite nei più prestigiosi musei del mondo. A Castelvecchio, ad esempio, si possono ammirare le pagine del corale raffiguranti l'Entrata di Gesù in Gerusalemme e l'andata al calvario, una Resurrezione e una Discesa dello Spirito Santo. Il Victoria and Albert Museum di Londra ospita invece un Davide musicante, considerata un'opera di «altissima qualità, con meravigliosi effetti coloristi e luminosi», mentre al Cleveland Museum of Art è presente una Natività, anch'essa di pregevole fattura.

## Stile

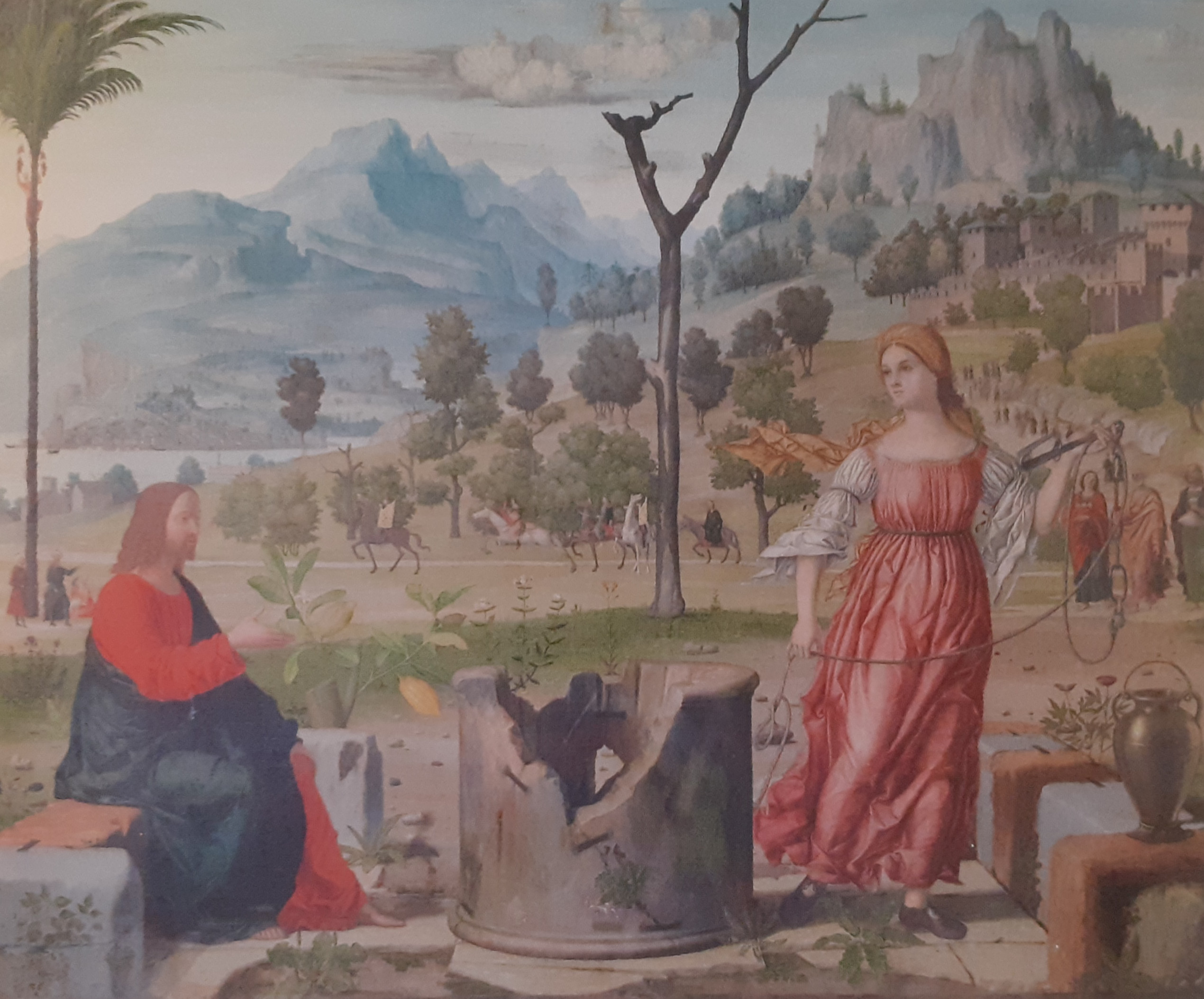
Gesù e la Samaritana al pozzo, Chiesa di Santa Maria Maggiore, Monteforte d'Alpone

Avviato all'arte della miniatura sotto la guida paterna, Girolamo dai Libri apprese verosimilmente la tecnica della pittura su grandi tele frequentando la bottega di Domenico Morone, dove strinse amicizia con il figlio Francesco. Tuttavia, il suo stile si discostò da quello di quest'ultimo per la durezza delle forme, caratteristica ereditata dal padre, e per le «figure con vive espressioni di dolore, il panneggiamento rigido di pieghette brillanti». Un tratto distintivo dei suoi dipinti è costituito dai paesaggi di sfondo, che incorniciano le scene principali, caratterizzati da una cura per i dettagli, eredità della sua formazione come miniaturista. Questa predilezione per il paesaggio si manifesta in opere come Presepe dei conigli o Gesù e la Samaritana al pozzo. In particolare, è stato notato che «i paesaggi dei dipinti di Girolamo, sempre alti e variamente definiti, riempiono il campo dell'immagine e nella loro precisione naturalistica risultano protagonisti della composizione tanto quanto le figure».
Nelle prime opere si manifesta chiaramente l'influsso di Andrea Mantegna, soprattutto negli atteggiamenti dei personaggi, influenza che ritornerà nelle sue opere più mature dopo un periodo di sperimentazione. Nel corso degli anni, anche grazie ai nuovi spunti stilistici introdotti in città da Giovan Francesco Caroto, lo stile di dai Libri si evolve, abbandonando la durezza delle opere giovanili per abbracciare una tendenza più morbida ed eclettica. Tuttavia, non venne meno la cura dei dettagli e la predilezione per i paesaggi, come evidente nelle preziose vesti dei suoi personaggi, «scintillanti con deliziosi effetti di luce», e nell'imponente «splendido panorama prealpino» raffigurato nella pala di San Paolo. È stato notato come la ricerca del particolare, soprattutto nelle vesti delle figure, sia utile a superare la staticità delle scene, probabilmente uno dei maggiori limiti della pittura di Girolamo.
Per Girolamo la rappresentazione naturalistica era un'esigenza irrinunciabile, della cui importanza era pienamente consapevole, tanto che in un documento peritale del 1530 scrisse che «un bon, et valente depentor bisogna chel sapia ben imitar la natura, e fenzer quello, che fa la natura, et esser universale in depinzer paesi, figure, de ogni sorte animali, et paesi, et casamenti, et generaliter tute le cose, che produsse la natura...».

## Opere

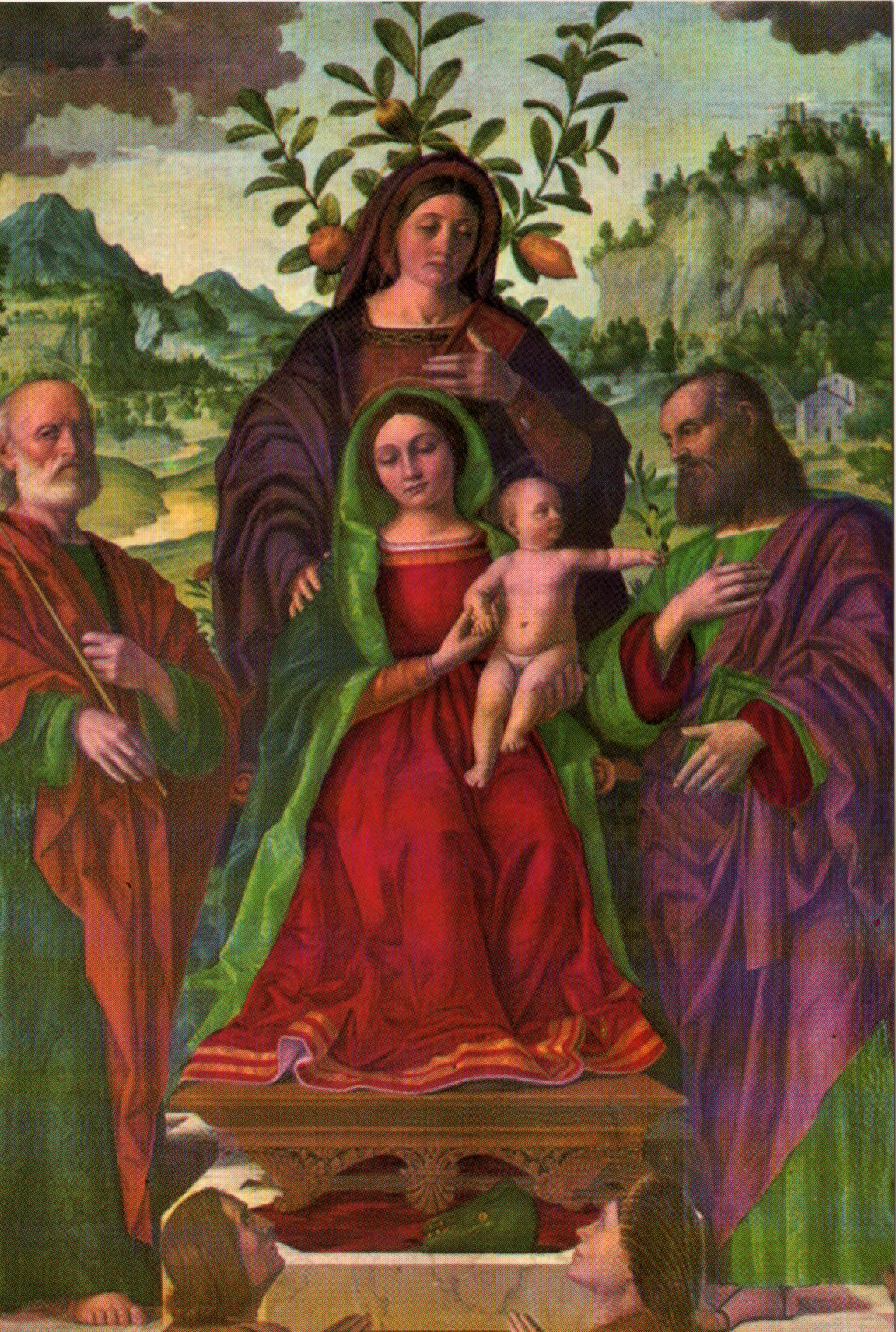
Madonna con il Bambino e i santi Anna, Giuseppe e Gioacchino, 1518-1522 circa, Chiesa di San Paolo, Verona

Girolamo dai Libri fu autore di numerose miniature e diversi dipinti, di seguito una selezione dei più rilevanti:
- Battesimo degli ibis, museo di Castelvecchio, Verona
- Deposizione dalla croce, chiesa di Santo Stefano, Malcesine
- Gesù e la Samaritana al pozzo, chiesa di Santa Maria Maggiore, Monteforte d'Alpone
- I santi Rocco, Sebastiano e Giobbe, chiesa di San Tomaso Cantuariense, Verona
- Madonna col Bambino, museo di Castelvecchio, Verona
- Madonna col Bambino e santi, 1520 circa, Metropolitan Museum, New York
- Madonna con il Bambino e i santi Rocco e Sebastiano (detta Madonna Maffei), museo di Castelvecchio, Verona
- Madonna col Bambino e i santi Anna, Giuseppe e Gioacchino, chiesa di San Paolo in Campo Marzio, Verona
- Madonna della Quercia, museo di Castelvecchio, Verona
- Madonna dell'Ombrellino, museo di Castelvecchio, Verona
- Madonna in trono con Bambino, i Santi Tommaso d'Aquino e Agostino e donatori (detta Pala Centrego), 1502, basilica di Santa Anastasia, Verona
- Madonna tra i santi Lorenzo Giustiniani e Zeno (detta Madonna della cintura), 1526, chiesa di San Giorgio in Braida, Verona
- Natività coi santi Giovanni Battista e Girolamo (detta Presepe dei conigli), museo di Castelvecchio, Verona
- Portelle d'organo, chiesa della Cattedra di San Pietro, San Martino Buon Albergo
- Storie dei santi Biagio, Sebastiano e Giuliana, Cappella di San Biagio della Chiesa dei Santi Nazaro e Celso, Verona
- Vergine col Bambino e sant'Anna, National Gallery, Londra
- Vergine tra i santi Bartolomeo e Zeno, Gemäldegalerie, Berlino